# Darius Rumeu i Torrents
Darius Rumeu i Torrents   (Barcelona, 18 de juliol de 1849 - Barcelona, 9 de desembre de 1905) fou un aristòcrata i polític català, primer baró de Viver, títol que li atorgà Alfons XIII el 1901.
Era fill de Josep Rumeu i Vilardebò, advocat, natural de Mataró, i de Celestina Torrents i Bruguera, natural de Barcelona i filla del comerciant Carles Torrents i Miralda, de  Manresa i Celestina Bruguera i Roger, de Barcelona. Casat amb Dolors Freixa i Peyra, foren pares de Darius Rumeu i Freixa, segon baró de Viver.
Militant del Partit Liberal Fusionista, fou elegit diputat a la Diputació de Barcelona pel districte de Mataró-Arenys de Mar a les eleccions de 1882, 1888, 1892, 1896 i 1901, fins que l'abril de 1905 deixà el seu càrrec. Fou diputat secretari el 1882-1884, vicepresident el 1894 i membre de les comissió administradora de la Llotja, de la Junta del Museu de Belles Arts de Barcelona i de l'Escola Lliure Provincial d'Arts i Oficis. En fou president des del novembre del 1898 fins a l'abril del 1903, i com a tal, encapçalà la delegació que el 1899 aniria a Madrid a entrevistar-se amb Francisco Silvela i Raimundo Fernández Villaverde per tal d'obtenir un concert econòmic sobre la recaptació de tributs, la negativa dels quals va provocar el tancament de caixes.